# بوكس لاكروس
بوكس لاكروس هي نسخة لاكروس تلعب داخل الصالات وتشتهر في أمريكا الشمالية، بدأت اللعبة في عقد 1930 حيث أنها أشهر من لاكروس وتعتبر اللعبة الوطنية الصيفية في كندا، تلعب ما بين فريفين يتكون من 5 لاعبين وحارس مرمى وتلعب عادة على ملاعب هوكي الجليد وذلك بعد إزالة أو تغطية الجليد.